# Ouratea curvata
Ouratea curvata là một loài thực vật có hoa trong họ Ochnaceae. Loài này được (A. St.-Hil.) Engl. ex Dwyer mô tả khoa học đầu tiên năm 1944.